# Kita Súhei
Kita Súhei (喜多修平; Hepburn: Shūhei Kita) (Kumatori, Oszaka prefektúra, 1981. július 29. –) japán popénekes, dalszövegíró. 2008-ban kötött lemezszerződést a Sonyval miután megnyerte az első Animax Anison Grand Prix tehetségkutató versenyt. Első kislemeze Breakin’ Through címmel jelent meg 2008-ban, az Oricon eladási listájának a 26. helyét ért el. Első stúdióalbuma 2012-ben jelent meg hat kislemez után.

## Pályafutása
Kita nyerte meg az első Animax Anison Grand Prix tehetségkutatót, amelynek köszönhetően a Sony lemezszerződést ajánlott neki. Első kislemeze, a Breakin’ Through 2008. február 27-n jelent meg és a Persona: Trinity Soul animesorozat első nyitó dala volt. Második kislemeze 2008. augusztus 27-én jelent meg Isszei no Szei címmel, a Nacume Júdzsin-csó animesorozat első nyitó dalaként is hallható volt. A harmadik kislemeze, a Stories a Miracle Train: Óedo-szen e Jókoszo animesorozat záró dala lett. A negyedik kislemeze, a Secret Garden amely az első aminek a dalszövegeit ő írta, az Otometeki Koi Kakumei Love Revo!! Portable videójáték főcímzenéje, míg ugyanerről a lemezről a Kimi no Te Boku no Te című dal a játék végefőcím dala lett. 2009-ben Meguro Sódzsi zeneszerző őt bízta meg a Persona 3 Portable szerepjáték nyitódalának, a Soul Phrase-nek a feléneklésével. A Togainu no Csi animesorozat nyolcadik epizódjának végefőcím-dala Kita Jaszasisza ni Mamorarete című száma. A Szekai-icsi Hacukoi animesorozat nyitódala a Szekai de Icsiban Koisiteru című száma volt.
A Persona: Trinity Soul tizenegyedik epizódjában is feltűnik. A Persona: Trinity Soul első rádió drámájában, a Persona: Radio Vol.1-ben vendégszereplőként hallható.
A Cerezo Oszaka japán futballklub 2008 óta használt hivatalos indulóját is több énekestársával együtt énekli.
Mindkét 2009-es és mindkét 2010-es Animax Musix-on is fellépett. Első Ázsián kívüli koncertjére 2009-ben Mexikóban került sor. Első szólókoncertje 2010. július 31-én volt megrendezve tokiói Sibuja eggmanben.

## Diszkográfia

### Nagylemezek
| Év   | Adatok                                                                                     | Legjobb slágerlistás helyezések |
| Év   | Adatok                                                                                     | Oricon                          |
| ---- | ------------------------------------------------------------------------------------------ | ------------------------------- |
| 2012 | Jume no Kiszeki - Megjelent: 2012. február 29. - Kiadó: Lantis (LACA-15188) - Formátum: CD | 163.                            |

### Középlemezek
| Év   | Adatok                                                                            | Legjobb slágerlistás helyezések |
| Év   | Adatok                                                                            | Oricon                          |
| ---- | --------------------------------------------------------------------------------- | ------------------------------- |
| 2008 | Kitaponics - Megjelent: 2008. július 16. - Kiadó: Sony (SVWC-7570) - Formátum: CD | 229.                            |

### Kislemezek
| Év   | Album információ                                                                                           | Legjobb listás helyezések |
| Év   | Album információ                                                                                           | Oricon                    |
| ---- | --- | ------------------------- |
| 2008 | Breakin’ Through - Megjelent: 2008. február 27. - Kiadó: Sony (SVWC-7534) - Formátum: CD (+DVD)            | 26.                       |
| 2008 | Isszei no Szei - Megjelent: 2008. augusztus 27. - Kiadó: Sony (SVWC-7575) - Formátum: CD (+DVD)            | 48.                       |
| 2009 | Stories - Megjelent: 2009. november 11. - Kiadó: Lantis (LASM-4032) - Formátum: CD                         | 136.                      |
| 2010 | Secret Garden - Megjelent: 2010. május 7. - Kiadó: Lantis (LACM-4713) - Formátum: CD                       | —                         |
| 2011 | Szekai de Icsiban Koisiteru - Megjelent: 2011. május 11. - Kiadó: Lantis (LACM-4799) - Formátum: CD        | 36.                       |
| 2011 | Szekai no Hate ni Kimi ga Ite mo - Megjelent: 2011. október 26. - Kiadó: Lantis (LACM-4866) - Formátum: CD | 58.                       |
| 2012 | Kono Te de Dakitomeru Kara - Megjelent: 2012. május 16. - Kiadó: Lantis (LACM-4929) - Formátum: CD         | —                         |

## További szereplések

### Koncertalbumok
| Év   | Album információ | Legjobb slágerlistás helyezések |
| Év   | Album információ | Oricon                          |
| ---- | --- | ------------------------------- |
| 2009 | Persona Music Live Velvetroom in Akasaka Blitz - Megjelent: 2009. szeptember 16. - Kiadó: Aniplex (ANZB-3181) - Formátum: DVD (+CD) | 4.                              |
| 2009 | Persona Music Live Velvetroom in Wel City Tokyo - Megjelent: 2010. június 23. - Kiadó: Aniplex (ANZB-3183) - Formátum: DVD (+CD)    | 17.                             |
| 2009 | Persona Music Live Band - Megjelent: 2010. június 23. - Kiadó: Aniplex (SVWC-7692) - Formátum: CD                                   | 55.                             |

### Soundtrack
| Év   | Album információ | Legjobb slágerlistás helyezések |
| Év   | Album információ | Oricon                          |
| ---- | --- | ------------------------------- |
| 2008 | Nacume Júdzsin-csó Ongakusú Otonoke no Szasagemono - Megjelent: 2008. szeptember 24. - Kiadó: Sony (SVWC-7580) - Formátum: CD                 | 87.                             |
| 2008 | Persona Mou Hitocu no Kioku - Megjelent: 2008. október 21. - Kiadó: Aniplex (SBCV-80037) - Formátum: CD                                       | —                               |
| 2009 | Persona 3 Portable Original Soundtrack - Megjelent: 2009. november 25. - Kiadó: Aniplex (SVWC-7662) - Formátum: CD                            | 21.                             |
| 2010 | Miracle Train Original Soundtrack - Megjelent: 2010. február 10. - Kiadó: Lantis (LASA-9007/8) - Formátum: CD                                 | —                               |
| 2010 | Persona Compilation CD II - Megjelent: 2010. július 28. - Kiadó: Atlus (ATLUS-0002) - Formátum: CD                                            | —                               |
| 2010 | Persona 3 Portable Voice Mix Arrange - Megjelent: 2010. december 15. - Kiadó: Team Entertainment (KDSD-00396) - Formátum: CD                  | 160.                            |
| 2011 | Szekai-icsi Hacukoi / Szekai-icsi Hacukoi 2 Original Soundtrack - Megjelent: 2011. december 21. - Kiadó: Lantis (LACA-9229/30) - Formátum: CD | —                               |
| 2012 | Kanazakura no Csigiri / Gekka no Sirabe - Megjelent: 2012. április 25. - Kiadó: Lantis (LACM-4932) - Formátum: CD                             | —                               |

## Külső hivatkozások
- Kita Súhei hivatalos weboldala
- Kita Súhei hivatalos blogja
- Kita Súhei hivatalos blogja (régi)